# Кіпр на Дитячому пісенному конкурсі Євробачення
Кіпр на Дитячому пісенному конкурсі Євробачення брав участь дев’ять разів. Першою представницею країни на конкурсі, що відбувся 2003 року, стала Теодора Рафті, що виконала пісню «Mia Efhi» (Бажання) та посіла 14 місце. Свій кращий результат (8-е місце) на Дитячому Євробаченні Кіпр здобув двічі: у 2004 році з піснею «Onira» (Оніра) у виконанні Маріоса Тофіса та у 2006 році, коли Кіпр представляли Луїс Панагіоту та Крістіна Христофі, що виконали пісню «Agoria Koritsia» (Хлопчики Дівчата). У 2008 році Кіпр проводив Дитячий пісенний конкурс Євробачення, який пройшов у Лімасолі.
Фактично Кіпр мав брати участь у Дитячому Євробаченні десять разів, але у 2005 році країна була змушена відмовитися від змагань, оскільки пісня «Tsirko» (Цирк) Рени Кіріакіді була занадто подібна з іншою піснею. Попри це за країною було збережено право на перегляд шоу та голосування за учасників.
Після останньої участі у 2017 році країна не поверталася на Дитяче Євробачення до 2024 року, де було оголошено, що країну представить одинадцятирічна Марія Піссарідес.

## Учасники
Умовні позначення
     Переможець
     Друге місце
     Третє місце
     Четверте місце
     П'яте місце
     Останнє місце
     Дискваліфікація
| Рік                               | Місце проведення | Учасник                           | Пісня                                                             | Місце            | Бали             |
| --------------------------------- | ---------------- | --------------------------------- | ----------------------------------------------------------------- | ---------------- | ---------------- |
| 2003                              | Копенгаген       | Теодора Рафті                     | «Mia Efhi» (Бажання)                                              | 14               | 16               |
| 2004                              | Ліллегаммер      | Маріос Тофіс                      | «Onira» (Оніра)                                                   | 8                | 61               |
| 2005                              | Гасселт          | Рена Кіріакіді                    | «Tsirko» (Цирк)                                                   | Дискваліфіковано | Дискваліфіковано |
| 2006                              | Бухарест         | Луїс Панагіоту, Крістіна Христофі | «Agoria Koritsia» (Хлопчики Дівчата)                              | 8                | 58               |
| 2007                              | Роттердам        | Йоргос Іоаннідес                  | «I Musiki Dini Ftera» (Крила музичного вихору)                    | 14               | 29               |
| 2008                              | Лімасол          | Елена Маннурі та Харіс Сава       | «Gioupi Gia!» (Так, для!)                                         | 10               | 46               |
| 2009                              | Київ             | Рафаелла Коста                    | «Thalassa, Helios, Aeras, Fotia» (Таласса, Геліос, Аерас, Фотія)  | 11               | 32               |
| Не брала участі у 2010-2013 роках |                  |                                   |                                                                   |                  |                  |
| 2014                              | Марса            | Софія Пацалідіс                   | «I pio omorfi mera / The most beautiful day» (Найкрасивіший день) | 9                | 69               |
| 2015                              | Софія            | Не брала участі                   | Не брала участі                                                   | Не брала участі  | Не брала участі  |
| 2016                              | Валетта          | Джордж Міхаелідіс                 | Dance Floor (Танцмайданчик)                                       | 16               | 27               |
| 2017                              | Тбілісі          | Ніколь Ніколау                    | «I Wanna Be A Star» (Я хочу бути зіркою)                          | 16               | 45               |
| Не брала участі у 2018-2023 роках |                  |                                   |                                                                   |                  |                  |
| 2024                              | Мадрид           | Марія Піссарідес                  | «Crystal Waters» (Кришталеві води)                                | 13               | 60               |

## Історія голосування (2003-2024)
| №  | Дано                 | Дано | Отримано             | Отримано |
| №  | Країна               | Очок | Країна               | Очок     |
| -- | -------------------- | ---- | -------------------- | -------- |
| 1  | Грузія               | 71   | Греція               | 60       |
| 2  | Росія                | 61   | Росія                | 17       |
| 3  | Греція               | 57   | Вірменія             | 17       |
| 4  | Вірменія             | 54   | Білорусь             | 16       |
| 5  | Румунія              | 47   | Швеція               | 16       |
| 6  | Мальта               | 44   | Нідерланди           | 16       |
| 7  | Іспанія              | 43   | Мальта               | 13       |
| 8  | Білорусь             | 38   | Румунія              | 13       |
| 9  | Україна              | 36   | Болгарія             | 12       |
| 10 | Нідерланди           | 35   | Велика Британія      | 11       |
| 11 | Італія               | 31   | Сербія               | 11       |
| 12 | Болгарія             | 23   | Північна Македонія   | 11       |
| 13 | Данія                | 17   | Грузія               | 9        |
| 14 | Бельгія              | 17   | Іспанія              | 8        |
| 15 | Албанія              | 17   | Сан-Марино           | 8        |
| 16 | Хорватія             | 14   | Ірландія             | 8        |
| 17 | Сербія               | 13   | Україна              | 6        |
| 18 | Швеція               | 13   | Хорватія             | 5        |
| 19 | Велика Британія      | 12   | Італія               | 5        |
| 20 | Австралія            | 12   | Словенія             | 4        |
| 21 | Північна Македонія   | 11   | Португалія           | 3        |
| 22 | Ірландія             | 8    | Бельгія              | 3        |
| 23 | Франція              | 6    | Литва                | 2        |
| 24 | Португалія           | 6    | Латвія               | 2        |
| 25 | Норвегія             | 5    | Польща               | 2        |
| 26 | Литва                | 2    | Норвегія             | 1        |
| 27 | Ізраїль              | 2    | Данія                | 1        |
| 28 | Сербія та Чорногорія | 1    | Швейцарія            | 1        |
| 29 | Польща               | 1    | Німеччина            | 1        |
| 30 | Швейцарія            | —    | Франція              | —        |
| 31 | Латвія               | —    | Сербія та Чорногорія | —        |
| 32 | Сан-Марино           | —    | Албанія              | —        |
| 33 | Словенія             | —    | Ізраїль              | —        |
| 34 | Німеччина            | —    | Австралія            | —        |